# 杰氏闪腹蛛
杰氏闪腹蛛（学名：Hypselistes jacksoni）为皿蛛科闪腹蛛属的动物。分布于英国以及中国大陆的吉林等地。该物种的模式产地在英国。